# Russian Journal of Mathematical Physics
Russian Journal of Mathematical Physics is een internationaal, aan collegiale toetsing onderworpen wetenschappelijk tijdschrift op het gebied van de mathematische fysica.
De naam wordt in literatuurverwijzingen meestal afgekort tot Russ. J. Math. Phys.
Het wordt uitgegeven door Springer Science+Business Media.